# Spo-dee-o-dee
Spo-dee-o-dee ist eine 1992 um Leadsänger und Songschreiber Andreas Wernicke gegründete Rockabilly- und Rock'n'Roll-Band aus Braunschweig und Berlin, die sich vor allem durch mehrstimmigen Gesang und Sound der 1950er Jahre auszeichnet. Als klassisches Rockabilly-Trio mit Gitarre, Kontrabass und Schlagzeug gestartet, tritt die Band nach einigen Umbesetzungen seit 2000 als Quartett mit 2 Gitarren auf.

## Geschichte
Ursprüngliche Mitglieder waren Andreas Wernicke (aka „Andy Warner“) im Leadgesang und am Kontrabass, Michael Wönne (aka „Mike Brushman“), am Schlagzeug und Leadgesang und Hans-Joachim Merchel, Gitarre. In dieser Besetzung wurde auf dem BigMike Label die Single Heatwave veröffentlicht.
Nach dem Weggang von Hans-Joachim Merchel wechselte Andreas Wernicke zur Leadgitarre. Ralf Sommer von den Fairline Rockets wurde 1994 neuer Bassist. Auf dem schwedischen Label Tail Records wurden das erste Album High Voltage und die EP "SolidTail Wailers Three" veröffentlicht. Es folgten Touren durch Europa sowie eine erste Reise in die USA mit Konzerten an der Ostküste.
Auf dem japanischen Label On the Hill Records kamen 1997 das Album Gotta Have it und 1998 eine weitere EP Wild Wild Chick heraus, diesmal ausschließlich mit Eigenkompositionen. Mit Hurt Again kam 1998 ein Remake eines eigenen Songs vom ersten Album auf den Markt.
1999 fand ein Wechsel am Schlagzeug statt. Michael Wönne wurde durch Maico Masjosthusmann (Junior Marvel, the Jailbirds) ersetzt. In den eigenen Studios entstand die Single Long Lost John, kurz nach der Veröffentlichung des dritten Albums Nite-out in Coolsville gewann man Ike Stoye (Ike and the Capers) als zusätzlichen Gitarristen und Sänger. In dieser Zeit wurden deutliche Country-Einflüsse hörbar, unter anderem wurde auf den nächsten Platten auch Steel Guitar verwendet.
Unmittelbar vor der Japan-Tour 2002 verließ Maico Masjosthusmann die Band und wurde kurzfristig durch Axel Praefke (Ike and the Capers, Cherry Casino) ersetzt.
Gregor Gast (Jesse Al Tuscan & the Lumberjacks) wurde ab 2003 neuer Drummer der Band, die 2005 das überaus erfolgreiche Album Many sides of Spo-dee-o-dee auf dem neuen Rhythm Bomb Label herausbrachten. Songschreiber Andreas Wernicke gelang hier unterstützt durch eine Vocal-Gruppe um Frank Buttgereit (The BelAngels) ein deutlich vielseitigeres Album, das vor allem seine Vorlieben für Doo Wop und  Rhythm & Blues widerspiegelt. Als Gimmick wurden Hidden Tracks verwendet. Die Aufnahmen entstanden in dem Berliner Studio Lightning Recorders. Ein Highlight dieser Zeit ist ein Auftritt auf dem Viva Las Vegas Weekender und die Zusammenarbeit mit den US-amerikanischen Stars der 1950er Wanda Jackson, Hayden Thompson und Roc LaRue auf verschiedenen europäischen Festivals.
Mit dem 2014 entstandenem Album Drinkin' Wine kam der vorerst letzte Long Player auf den Markt. Er enthält unter anderem den Hit I told a lie, der 2017 sogar von Hayden Thompson gecovert wurde.
Seit 2014 erscheinen alle Veröffentlichungen auf dem spanischen Label Sleazy Records, so auch die Single Somebodys Fool. Hierzu entstand in Zusammenarbeit mit dem britischen Künstler Chris Magee (Bopflix) ein Promo Video.
2015 verließen Ike Stoye und Gregor Gast die Band, um sich mehr auf die Arbeit bei Cherry Casino and the Gamblers zu konzentrieren. Ike Stoye tritt weiterhin als Gastmusiker auf und zeichnet als Ton-Ingenieur bei Lightning Recorders für die Aufnahmen verantwortlich. Als Schlagzeuger wirkt Tillman Richter aus Berlin mit (Rob Ryan Roadshow, Los Raw Meat, Hekla). Die Leadgitarre übernimmt nun Randy Richter, bekannt als „Randy Rich“. Er ist mit der Band seit den frühen 1990er Jahren befreundet. Gemeinsam veröffentlichten sie in dieser Besetzung Drinkin wine und Rock'n'Roll Frog. Diese Releases erscheinen ausschließlich auf Vinyl, für das Artwork zeichnete Marcel Bontempi verantwortlich. Zu Drinkin wine gibt es wieder ein Bopflix Video.
Die Band hat mehr als 1300 Auftritte weltweit bisher.

## Diskografie

### Alben
- 2014: Drinkin' Wine, Rhythm Bomb Records[8]
- 2010: Go Ahead On, Rhythm Bomb Records
- 2008: The House Is Rockin', Rhythm Bomb Records
- 2005: The Many Sides of Spo-dee-o-dee[9], Rhythm Bomb Records
- 2002: Shake Rattle and Blue Moon,  On The Hill Records[10]
- 1999: Nite-out in Coolsville, On The Hill Records[11]
- 1997: Gotta Have It, On The Hill Records[12]
- 1994: High Voltage, Tail Records[13]

### EPs
- 2018: Rock'n'Roll Frog, Sleazy Records[14]
- 1998: Hurt Again, On The Hill Records[15]
- 1996: Wild Wild Chick, On The Hill Records[16]
- 1994: Solid Tail Wailers #3, Tail Records

### Singles
- 2014: Somebodys' Fool, Sleazy Records
- 2000: Nite Draggin', Part Records
- 1999: Long Lost John, Favourite Records[17]
- 1993: Heatwave, Big Mike[18]